# 馬里奧·帕沙利奇
馬里奧·柏沙歷（發音：[mâːrio pǎʃalitɕ]；1995年2月9日—）是一位克羅地亞足球運動員。在場上的位置是中場。現效力於意甲球隊阿特蘭大。

## 俱乐部生涯

### 哈伊杜克分部
帕沙利奇（Pašalić）在加入哈伊杜克分部的青训学院之前，于2006年在县级俱乐部NK GOŠK Kaštel Gomilica踢足球。作为一名青年国脚，他在2011-2012赛季首次获得更广泛的认可，尽管是一名中场球员，他在U-17比赛中打进17球，并在对阵赫瓦茨基·德拉戈沃利亚克的U-19比赛中攻入制胜一球，赢得了俱乐部的冠军奖杯。
然而，在赛季前，帕沙利奇被诊断出患有葡萄球菌感染，被迫在2012-2013赛季的上半场缺席。 他于2013年4月14日在一场对奇巴利亚的主场比赛中，替换伊万·武科维奇在第90分钟登场，成为职业生涯的首场比赛。
2013年夏天，帕沙利奇与哈伊杜克签署了为期四年的职业合同，并在2013-2014赛季的所有比赛中共出场36次，打入11球，助攻5次。2013年9月14日，他在一场德比比赛中攻入两球，帮助球队以2-0击败迪纳摩扎格布， 并在随后的一年2月8日，在与城市对手RNK Split的比赛中再次重演这一壮举，以2-1获胜。

### 切尔西
在2014年7月9日，切尔西宣布以不透露的转会费签下了帕沙利奇。 在签约后，帕沙利奇说道：“我很高兴，因为我现在是切尔西的球员了。”

#### 租借至埃尔切
2014年7月22日，帕沙利奇以一份为期一季的租借协议加盟了埃尔切。 他于8月25日首次亮相西甲联赛，在一场对阵巴塞罗那的0-3客场失利中首发并被黄牌警告。 2015年4月12日，帕沙利奇在对阵科尔多瓦的比赛中攻入个人在西班牙足球顶级联赛的首球，助球队以2-0获胜。 2015年4月29日，帕沙利奇在对阵拉科鲁尼亚的比赛中攻入一球，帮助球队以4-0获胜。 2015年5月3日，他在对阵马拉加的比赛中打进一球，成为2-1胜利的制胜球。

#### 租借至摩纳哥
在2015年7月3日，宣布帕沙利奇将在摩纳哥度过2015-2016赛季的租借期。 进入摩纳哥足球俱乐部的同时，前锋拉达梅尔·法尔考租借至切尔西，作为帕沙利奇租借加盟摩纳哥的一部分协议。 在谈到他租借加盟摩纳哥的采访中，帕沙利奇表示本赛季留在切尔西从未是一个选择，他需要“进步，成长，然后希望有机会在切尔西出场”。
在7月28日，帕沙利奇在第三资格预选赛中进行了摩纳哥对阵瑞士球队扬格男孩的比赛，他攻入了最后一个进球，帮助球队以3-1获胜。 8月8日，帕沙利奇在对阵尼斯的比赛中出场25分钟，完成自己的Ligue 1首秀，并助球队以2-1获胜。 8月19日，帕沙利奇在对阵巴伦西亚的比赛中攻入一球，但这并不足以阻止摩纳哥在冠军联赛附加赛的首回合中以1-3失利。 9月17日，他在一场对阵安德莱赫特的比赛中进行了欧罗巴联赛的首秀，比赛以1-1战平收场。 在2015–16 Coupe de France中，帕沙利奇在两场比赛中打进两球。

#### 租借至米兰

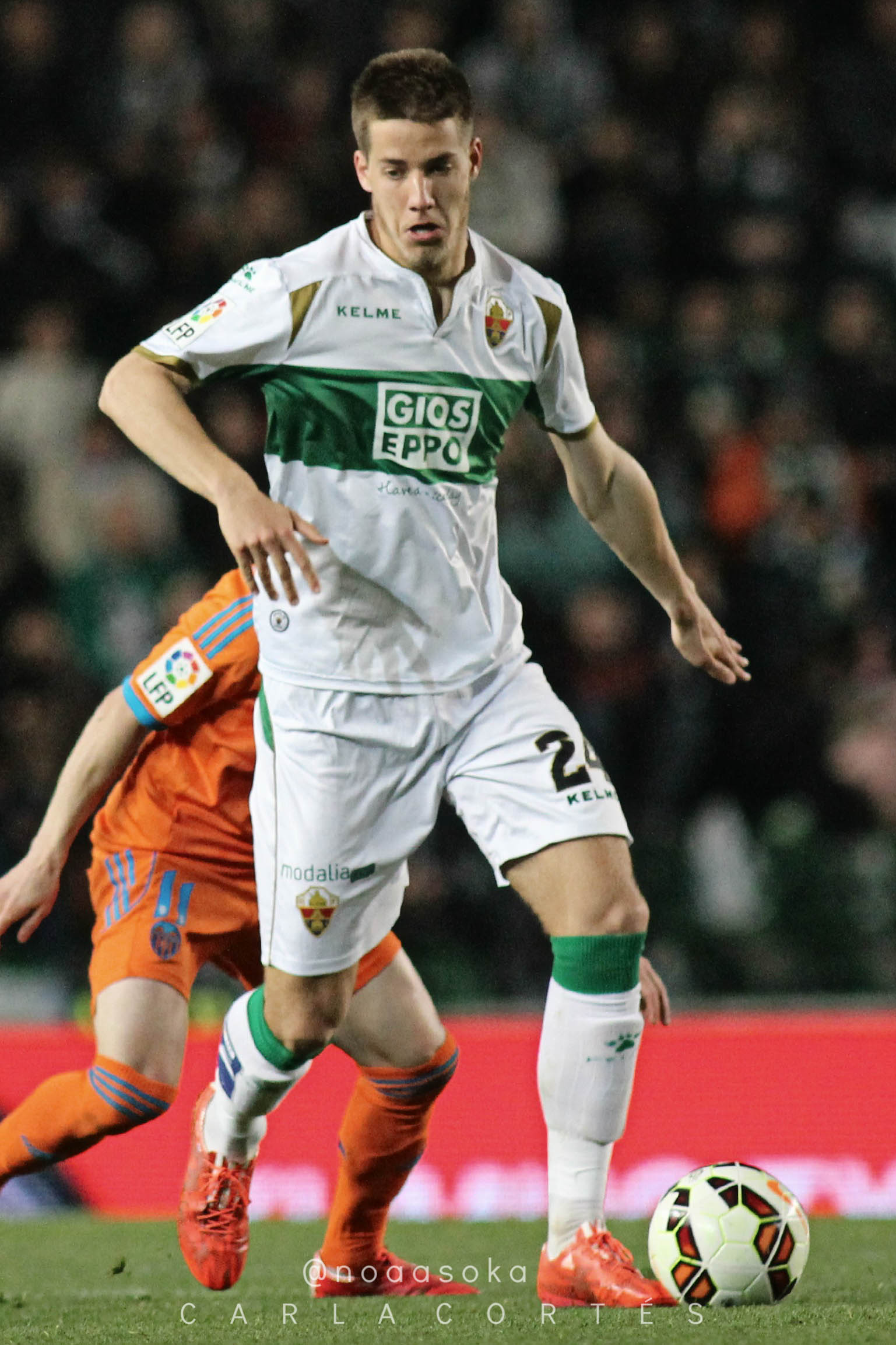
2015年帕沙利奇为艾尔切足球俱乐部效力

2016年8月27日，帕沙利奇以一个赛季的租借协议加盟意甲球队米兰。 租借完成一个月后，有报道称米兰正寻求提前终止租借协议，于一月份将帕沙利奇送回切尔西。 他于2016年10月30日首次在对阵佩斯卡拉的比赛中替补登场，帮助球队以1-0获胜。 在接下来的比赛中，帕沙利奇在对阵巴勒莫的比赛中首发出场，球队以2-1获胜。 帕沙利奇在对阵克罗托内的比赛中攻入米兰的第一个进球，帮助球队以2-1获胜。
帕沙利奇在2016意大利超级杯中踢进了决胜点球，米兰在正常比赛结束后以1-1战平（点球大战4-5）战胜尤文图斯，这是米兰自2011年以来获得的首个重要荣誉。 2017年2月8日，帕沙利奇在米兰客场1-0战胜博洛尼亚的比赛中打进89分钟制胜进球。4月2日，他在米兰客场1-1战平佩斯卡拉的比赛中攻入扳平进球。

#### 租借至莫斯科斯巴达克
2017年8月2日，帕沙利奇与切尔西签署了一份新的为期四年的合同，并租借加盟俄罗斯冠军 莫斯科斯巴达克，参加2017-2018赛季的比赛。
8月12日，他在客场对CSKA莫斯科的比赛中攻入他在斯巴达克的首个进球，但球队以1-2败北。 他于9月13日在对马里博尔的比赛中首次亮相冠军联赛，比赛以1-1战平。 11月27日，他在主场以3-1击败圣彼得堡泽尼特的比赛中攻入进球。 12月10日，他再次在主莫斯科德比中攻入进球，帮助斯巴达克在主场3-0击败对手中央陆军。

#### 亚特兰大
2018年7月25日，帕沙利奇同意以一个赛季的租借加盟意大利球队亚特兰大，合同中包含一个购买选项，租借期满后可以选择购买。 这支意大利球队在赛季结束后在意甲联赛中排名第三，获得了下一赛季的冠军联赛资格。
2019年7月4日，帕沙利奇在切尔西签署了一份新合同，将合同延长至2022年，并继续以租借形式返回亚特兰大，进行第二个赛季的比赛。 9月18日，亚特兰大进行了他们的冠军联赛首秀，但被马克西米尔体育场的格拉茨风暴以4-0击败。 11月6日，帕沙利奇在圣西罗球场对阵曼城的比赛中攻入一球，帮助亚特兰大在1-1战平。 12月11日，他在亚特兰大以3-0战胜顿涅茨克矿工的比赛中攻入第二个进球，使亚特兰大成为冠军联赛16强中的首支新秀，也是首支仅凭七分就能晋级16强的球队，这一成就自莱斯特城在2016–17赛季之后的第一个。 2019年12月2日，亚特兰大协商达成一个1500万欧元的购买选项，将在赛季结束后生效。 2020年2月15日，他在以2-1战胜Roma的比赛中攻入获胜一球，仅在替补Duván Zapata出场19秒后便取得进球。 2月19日，他为Josip Iličić和Hans Hateboer提供两次助攻，帮助亚特兰大以4-1击败巴伦西亚，晋级冠军联赛四分之一决赛。 6月22日，马里奥·帕沙利奇以1500万欧元（1340万英镑）永久转会亚特兰大。 7月14日，他在以6-2战胜布雷西亚的比赛中完成了他职业生涯的首个帽子戏法，成为继Josip Iličić之后第五位在意甲取得帽子戏法的克罗地亚球员。 8月12日，在Estádio da Luz进行的冠军联赛四分之一决赛中，他在亚特兰大对阵巴黎圣日耳曼的比赛中为亚特兰大攻入唯一一球，随后被Luis Muriel替换下场；然而，在伤停补时阶段，巴黎圣日耳曼连进两球扭转了比赛局势，最终淘汰了亚特兰大。
2020年12月，帕沙利奇接受了一次运动疝气手术，使他在接下来的两个多月内无法出场比赛。他在对阵拉齐奥的比赛中复出，打进亚特兰大唯一的进球，但亚特兰大最终以1-3败北。

## 數據

### 俱樂部
最後更新：2015年8月20日
| 球會            | 賽季     | 聯賽 | 聯賽 | 國內盃賽 | 國內盃賽 | 歐洲賽事 | 歐洲賽事 | 其他 | 其他 | 總計 | 總計 |
| 球會            | 賽季     | 上陣 | 進球 | 上陣     | 進球     | 上陣     | 進球     | 上陣 | 進球 | 上陣 | 進球 |
| --------------- | -------- | ---- | ---- | -------- | -------- | -------- | -------- | ---- | ---- | ---- | ---- |
| 夏德            | 2012–13  | 2    | 0    | 0        | 0        | 0        | 0        | 0    | 0    | 2    | 0    |
| 夏德            | 2013–14  | 30   | 11   | 3        | 0        | 3        | 0        | 1    | 0    | 37   | 11   |
| 夏德            | 总计     | 32   | 11   | 3        | 0        | 3        | 0        | 1    | 0    | 39   | 11   |
| 艾爾切 （外借） | 2014–15  | 31   | 3    | 4        | 0        | -        | -        | -    | -    | 35   | 3    |
| 艾爾切 （外借） | 总计     | 31   | 3    | 4        | 0        | -        | -        | -    | -    | 35   | 3    |
| 摩納哥 （外借） | 2015–16  | 1    | 0    | 0        | 0        | 3        | 2        | 0    | 0    | 4    | 2    |
| 摩納哥 （外借） | 总计     | 1    | 0    | 0        | 0        | 3        | 2        | 0    | 0    | 4    | 2    |
| 生涯总计        | 生涯总计 | 64   | 14   | 7        | 0        | 6        | 2        | 1    | 0    | 78   | 16   |

## 榮譽

### 球會
亞特蘭大
- 歐霸盃冠軍：2023-24

## 外部連結
- Soccerway資料庫：馬里奧·帕沙利奇